# Estádio Nabi Abi Chedid
Estádio Nabi Abi Chedid – stadion piłkarski w Bragança Paulista, São Paulo (stan), Brazylia, na którym swoje mecze rozgrywa Clube Atlético Bragantino.
Pierwszy gol: Sacadeira (Bragantino)